# 도조 아쓰키
도조 아쓰키(일본어: 東條 敦輝, 2000년 12월 28일~)는 일본의 축구 선수이다.

## 구단 경력
그는 2023년 J3리그의 가이나레 돗토리에 입단했다.